# Что-то наподобие ненависти
«Что-то наподобие ненависти» (англ. Some Kind of Hate) — американский фильм ужасов-слэшер 2015 года, который снял режиссёр-дебютант Адам Иджипт Мортимер. Премьера фильма состоялось 2 мая 2015 года на кинофестивале  Stanley Film Festival. В кинотеатрах в США фильм вышел 18 сентября 2015 года.

## Сюжет
Старшеклассник Линкольн Таггерт (Ронен Рубинштейн) долгое время терпел буллинг со стороны школьного задиры Джима (Джастин Прентис), пока в один день не вонзает обидчику вилку в глаз. Линкольна исключают из школы и отец отправляет его в «дисциплинарный лагерь» под названием «Академия Око Разума» (англ. Mind’s Eye Academy). Здесь перевоспитанием трудных подростков занимаются эксцентричный директор Джек Айверсон (Майкл Полиш) и двое его подопечных, ранее бывших в этом лагере в качестве воспитуемых — Кристина (Лекси Аткинс) и Краусс (Ной Сеган).
И хотя Линкольну удаётся завести себе друга в лице своего соседа по комнате Айзека (Спенсер Бреслин) и  познакомится с симпатичной ему Кейтлин (Грейс Фиппс), парень наживает себе неприятности — местный хулиган, негр Вилли (Маэстро Харрелл), узнаёт о причине перевода в лагерь Линкольна, выбирает его в качестве объекта для травли. Убегая от банды Вилли Линкольн попадает в заброшенный подвал. Он вслух выражает свою злость и желает обидчикам смерти. Его слова слышит Мойра (Сиерра Маккормик). Это мстительный дух девочки, которую довели до самоубийства в этом самом лагере.
Спустя некоторое время Вилли вскрывает себе вены. Его тело обнаруживает Кейтлин и видит вырезанную на руке надпись «Bully» (рус. хулиган). Линкольн в ужасе от того, что делает Мойра, а Кейтлин в свою очередь считает что это он убийца, однако поддерживая его, поскольку Вилли заслуживал смерти. Тем временем Мойра начинает охотиться за другими подростками. Дерек (Брандо Итон), один из друзей Вилли, встречает дух Мойры в амбаре. Призрак перерезает себе горло, и соответствующая рана появляется на теле Дерека, который умирает от потери крови. После его гибели Линкольн просит Мойру остановиться, хотя по её словам, она лишь «делала то, чего он сам хотел».
Мойра возвращается в подвал, где когда-то совершила суицид. Тут её находит Кейтлин, которая вызывает дух. Мойра выходит на тропу убийств в попытке найти ту, из-за кого она умерла — ей оказывается Кристина. Также в её смертельный список входит Айверсон, который закрывал глаза на травлю в лагере. Линкольн, Кейтлин и Айзек решают остановить Мойру, пока она не убила всех находящихся в лагере подростков.

## В ролях
| Актёр            | Роль                       |
| ---------------- | -------------------------- |
| Ронен Рубинштейн | Линкольн Таггерт           |
| Сиерра Маккормик | Мойра Карп                 |
| Майкл Полиш      | Джек Айверсон              |
| Грейс Фиппс      | Кейтлин                    |
| Лекси Аткинс     | Кристина                   |
| Ной Сеган        | Краусс                     |
| Спенсер Бреслин  | Айзек                      |
| Брандо Итон      | Дерек                      |
| Маэстро Харрелл  | Вилли                      |
| Эндрю Брынярски  | отец Линкольна Таггерта    |
| Джастин Прентис  | школьный хулиган Джим Грин |

## Производство
Изначально режиссёр планировал снять фильм в Канаде и с другими актёрами, но проект был отложен и впоследствии перенесён в США.
Съёмки начались в Калифорнии в апреле 2014 года.

## Отзывы
Фильм был восторженно встречен фанатами хоррора и получил положительные оценки от специализированных изданий, таких как «Bloody Disgusting!», однако рецензенты газет «The New York Times» и «The Los Angeles Times» довольно холодно отозвались о фильме, не найдя в нём ничего интересного. Ник Шагер из «The Village Voice» назвал фильм «тяжёлым и мрачным».
Сиерра Маккормик получила признание критиков за свою роль мстительного призрака. За роль Мойры актриса получила номинацию на премию Fright Meter Award.